# Старая Каштановка
Старая Каштановка — деревня в Белинском районе Пензенской области России. Входит в состав Козловского сельсовета.

## География
Расположена в 7,5 км к северо-востоку от села Козловка.

## Население
| 1782 | 1864  | 1877 | 1897 | 1911 | 1926 | 1930 |
| ---- | ----- | ---- | ---- | ---- | ---- | ---- |
| 803  | ↗1607 | ↘685 | ↗770 | ↗899 | ↘736 | ↘677 |
| 1939 | 1959  | 1979 | 1989 | 1996 | 2002 | 2010 |
| ↘514 | ↘316  | ↘156 | ↘78  | ↘50  | ↘38  | ↘21  |

Деревня является местом компактного расселения мордвы.

## История
Основана в 1-й половине 18 в, переселенцами из села Вороны. Входила в состав Корсаевской волости Чембарского уезда. После революции в составе Корсаевского сельсовета. Отделение колхоз «Большевик».